# 모자 (바둑)
모자 또는 모자씌움은 바둑에서 낮게 놓여 있는 상대방 돌로부터 중앙쪽으로 한칸 떨어진 자리에 착수하는 것이다. 참고로,  자신의 돌이 낮은 위치에서 한칸 떨어진 자리에 수직으로 착수하는 것은 한칸뜀이다. 자신의 돌이 낮은 자리에서 사선 방향 마늘모의 위치에 연이어 놓이면 마늘모붙임이고, 반대로 상대방의 돌이 마늘모의 위치에 착수하면 어깨짚기가 된다.